# Football Federation Islamic Republic of Iran
Football Federation Islamic Republic of Iran (persiska: فدراسیون فوتبال ایران), officiellt förkortat FFIRI, är det officiella engelska namnet på Irans fotbollsförbund, som används av FIFA och AFC. De är organiserar bland annat Irans fotbollsliga Persiska viken Pro League och Hazfi Cup, och är huvudman för Irans fotbollslandslag för herrar och damer.
Tidigare hette förbundet IRIFF, The Islamic Republic of Iran Football Federation.
Förbundet är medlem i FIFA och AFC. Relationen har dock inte alltid varit den bästa. Bland annat blev FFIRI avstängda 23 november–20 december 2006 på grund av statlig inblandning i förbundets frågor och brott mot artikel 17 i FIFA:s stadgar. Det har även funnits en mångårig konflikt avseende kvinnors rätt att se fotbollsmatcher, som kulminerade i samband med att Sahar Khodayari 2019 brände sig till döds för att undvika fängelsestraff efter att ha gått på en landskamp mot Kambodja utklädd till man, samt i samband med att polis ingrep mot kvinnor som hade biljetter till en landskamp mot Libanon 2022.